# Youcef Nadarkhani
Youcef Nadarkhani (né à Rasht dans le nord-ouest de l'Iran en 1977) est un pasteur chrétien  évangélique iranien, qui a été condamné à mort à Téhéran. Les rapports initiaux, qui comprennent un dossier de 2010 de la Cour suprême iranienne, ont déclaré que la condamnation est fondée sur le crime d'apostasie, puisqu'il a renoncé à sa foi islamique. Les représentants du gouvernement ont insisté par la suite sur le fait que la peine était essentiellement fondée sur des allégations d'actes criminels effectués avec violence, en particulier le viol et l'extorsion de fonds,,. Le gouvernement iranien a offert de le gracier s'il acceptait de renier sa foi chrétienne.

## Biographie
Nadarkhani est originaire de Rasht, province du Gilan. Il est pasteur au service d'un réseau d’églises chrétiennes protestantes évangéliques dites églises de maisons (car elles se réunissent par petits groupes de pratiquants, non dans des édifices religieux spécifiques, mais dans des maisons privées, en secret et dans "l'illégalité") ; et il est membre de l’Église évangélique d’Iran,,,. Il est marié à Fatemah (surnommée Tina) Pasindedih (que les Français orthographient parfois Pasandide), et ils ont deux fils, Daniel né en 2002 et Joël en 2004.

## Deux premières arrestations
Nadarkhani est emprisonné une première fois en décembre 2006, sur l'accusation d'apostasie et d'évangélisation des musulmans. Il est libéré deux semaines plus tard, sans avoir été inculpé.
En 2009, Nadarkhani  apprend qu’un changement récent dans la politique éducative iranienne force tous les élèves, y compris ses propres enfants, à lire le Coran. Il se rend alors à l'école et  proteste, en se fondant sur le fait que la Constitution iranienne garantit à chacun la liberté de pratiquer sa religion. Sa protestation est signalée à la police, qui l'arrête et l'envoie devant un tribunal le 12 octobre 2009, sous l'accusation d'avoir protesté,.

## Condamnation à mort
Par la suite les accusations sont changées en celles d'apostasie et d'évangélisation, les mêmes accusations que celles portées pour son arrestation en 2006,. Les 21 et 22 septembre 2010, il  comparait devant la onzième Chambre de la cour d'assises de la province de Gilan et est condamné à mort pour apostasie. Son avocat, Nasser Sarbaz, proteste contre les nombreuses irrégularités de procédure commises lors du procès de Nadarkhani,,.
Après la condamnation, Nadarkhani est transféré dans une prison pour prisonniers politiques, et on lui refuse tout contact avec sa famille et son avocat. La publication officielle écrite du verdict contre Nadarkhani est retardée par les responsables de la sécurité iranienne. Des chrétiens pensent que ce retard dans l'exécution de la peine est dû à une tentative de la police secrète d'Iran pour le forcer à abjurer le christianisme.
Le 13 novembre 2010, le verdict du procès des 21 et 22 septembre est finalement livré par écrit, indiquant que Nadarkhani sera exécuté par pendaison. Après appel de la sentence, la 3e chambre de la Cour suprême de Qom confirme la condamnation à mort. En juillet 2011 l'avocat de Nadarkhani, Mohammad Ali Dadkhah, un éminent défenseur des droits de l'homme en Iran, reçoit le verdict écrit de la Cour suprême d'Iran, daté du 12 juin 2011, confirmant la condamnation à mort. Dans sa décision la Cour suprême demande au tribunal de Rasht qui a prononcé la sentence de mort de réexaminer certains vices de procédure dans l'affaire, mais donne finalement aux juges locaux le pouvoir de décider s’il faut libérer, exécuter ou rejuger Youcef Nadarkhani en octobre. Le dernier verdict écrit comprend une disposition permettant une annulation s’il abjurait sa foi. Il est alors détenu dans une prison de sécurité à Lakan, en Iran, qui se trouve juste au sud de Rasht, sa ville natale.
La Cour suprême iranienne annule ce verdict en juillet 2011 et renvoie l'affaire devant le tribunal de Rasht, dans la province de Gilan. Son deuxième procès a lieu en septembre 2011, mais le verdict n'est pas rendu public. Plusieurs pays occidentaux craignent, en avril 2012, son exécution prochaine.

## Réactions internationales
Le 29 octobre 2010, la Commission américaine sur la liberté religieuse internationale (United States Commission on International Religious Freedom) demande au président Barack Obama de faire pression sur l'Iran pour la libération de Nadarkhani. Si l'exécution était réalisée, Nadarkhani serait le premier chrétien exécuté pour des raisons religieuses en Iran depuis plus de 20 ans,. La Maison-Blanche publie une déclaration condamnant l'exécution, le 29 septembre 2011,.
Au Royaume-Uni, le 28 septembre 2011, le secrétaire d'État des Affaires étrangères et du Commonwealth, William Hague, publie une déclaration condamnant cette exécution imminente, disant : « Je déplore la nouvelle que le pasteur Youcef Nadarkhani, un des chefs de l'Église en Iran, pourrait être exécuté incessamment après avoir refusé l'ordre venant de la Cour suprême d'Iran d'abjurer sa foi. C'est une preuve du refus continu du régime iranien de se conformer à ses obligations constitutionnelles et internationales de respecter la liberté religieuse. Je rends hommage au courage dont fait preuve le pasteur Nadarkhani qui n'a rien à se reprocher et demande aux autorités iraniennes de casser la sentence. »

## Nouvelles accusations
Le 1er octobre 2011, les médias officiels iraniens publient un communiqué affirmant que Nadarkhani est condamné à la peine de mort pour viol et extorsion de fonds, et non pour apostasie et refus de renoncer à sa religion, comme son avocat, les associations de défense des droits de l'homme et les médias occidentaux l'ont annoncé.
Ces commentaires font partie d'une tentative des médias iraniens de répondre aux rapports selon lesquels Nadarkhani est menacé d'exécution pour avoir refusé d'abjurer sa foi chrétienne. Jordan Sekulow, directeur exécutif de l'American Center for Law and Justice (ACLJ), a déclaré: « Nous essayons de savoir exactement si ce sont les médias contrôlés par l'État qui ont imaginé cette nouvelle. Il n'y avait aucune mention d'une accusation autre que l'apostasie dans les documents du jugement. »
Selon une décision de la Cour suprême iranienne, traduite en anglais par la Confédération des étudiants iraniens, Nadarkhani est condamné à la pendaison pour « avoir renié l'islam » et « converti des musulmans au christianisme ». La décision affirme également qu'il a de surcroit participé au culte chrétien en tenant des services religieux à domicile et qu'il s'est baptisé lui-même ainsi que d'autres, contrevenant ouvertement à la loi islamique. On ne trouve dans le verdict aucune accusation de viol ou d'extorsion de fonds.

## Libération
Youcef Nadarkhani est remis en liberté le 8 septembre 2012, la charge d'apostasie ayant été abandonnée, mais pas celle d'évangélisation de musulmans pour laquelle il reste condamné à 3 ans de prison, mais il est alors considéré que la peine avait déjà été effectuée. Il a remercié les personnes qui ont milité pour sa libération.

## Nouvelles arrestations et nouvelles libérations
Quelques semaines plus tard, exactement le 25 décembre 2012, jour de Noël, le pasteur est de nouveau arrêté , au motif qu’il n’a pas entièrement purgé sa peine, puis il est relâché le 7 janvier 2013 .
Le 13 mai 2016, il est de nouveau arrêté , ainsi que son épouse Fatemah "Tina" Pasindedih Nadarkhani et trois autres membres, tous responsables de l’Église d'Iran, Yasser Mossayebzadeh, Saheb Fadaïe et Mohammadrezah Omidi (surnommé Yuhan, c’est-à-dire Jean). Les autorités iraniennes n'ont pas communiqué sur les motifs de cette nouvelle arrestation, mais l'interprétation prévalente est la volonté politique de créer une ambiance d'insécurité pour les chrétiens iraniens.
Le pasteur Nadarkhani et son épouse ont été libérés dès le lendemain 14 mai 2016, veille de Pentecôte. Selon les responsables de l’Église d'Iran, il semblerait que le fait que l’information ait été diffusée très rapidement dans les médias chrétiens du monde entier a joué un rôle dans cette libération précipitée. Néanmoins, les trois autres responsables de l’Église d’Iran qui avaient été arrêtés en même temps que le pasteur Nadarkhani et son épouse n'ont, eux, pas été libérés à ce moment-là.
Lors de l'audition du 15 octobre 2016 Mossayebzadeh, Fadaie et Omidi sont condamnés à 80 coups de fouet pour avoir bu de l'alcool (de fait la petite gorgée du vin de la communion lors de la Sainte Cène). L'appel de ce jugement a lieu le 9 février 2017 et ils sont de nouveau condamnés. Une troisième condamnation pourrait conduire à l'exécution du châtiment corporel prononcé. Un premier procès a lieu le 14 décembre 2017, le Tribunal révolutionnaire condamne les quatre hommes à dix ans de prison pour « action contre la sécurité publique », condamnation de laquelle ils font appel.
En 2017, au moins 52 chrétiens sont arrêtés en Iran à cause de leur foi.
Le procès en appel de Youcef Nadarkhani a eu lieu le 3 mai 2018 et il a confirmé la condamnation à dix ans de prison pour « promotion du christianisme sioniste » et gestion d'églises de maison de ces quatre chrétiens iraniens qui devront purger leur peine à la prison de Rasht. Mais Nadarkhani et Omidi ont de surcroit été condamnés à deux ans d'exil intérieur dans le sud du pays, loin de leurs familles qui vivent  dans le nord du pays près de la ville de Rasht,.
Le groupe de travail des Nations unies sur la détention arbitraire rend le 18 février 2021 un rapport sur la privation de liberté de Youcef Nadarkhani, notifiant qu'il endure la persécution et les poursuites judiciaires depuis plus de 15 ans en Iran. Le groupe de travail écrit dans ce rapport que « la privation de liberté de M. Nadarkhani est arbitraire », que cette discrimination est « fondée sur la croyance religieuse ». Le groupe de travail dénonce « une détention arbitraire généralisée ou systémique en Iran » et précise que cela constitue « une violation grave du droit international ». Ainsi, le groupe de travail « demande au Gouvernement de la République islamique d’Iran de prendre les mesures nécessaires pour remédier sans délai à la situation de M. Nadarkhani et la mettre en conformité avec les normes internationales pertinentes, y compris celles énoncées dans la Déclaration universelle des droits de l’homme et le Pacte international relatif aux droits civils et politiques ».
Le 26 février 2023, le pasteur Youcef Nadarkhani est libéré de la prison d'Evin à Téhéran où il est détenu depuis près de 5 ans,. Il est gracié par le gouvernement iranien dans le cadre d'une amnistie générale en l'honneur du 44e anniversaire de la Révolution islamique. Selon "Article 18", une association de défense des chrétiens iraniens persécutés, on l'a cependant informé du fait qu'il sera convoqué pour subir la flagellation, 30 coups de fouet, et deux années d'exil à Nikshahr (en) dans l'extrême sud de l'Iran, alors que sa famille habite dans la région de Rasht dans le nord du pays.
Alors que la constitution iranienne reconnait la liberté de culte, dans les faits, les chrétiens subissent la persécution du pouvoir iranien qui dénie le droit à des Iraniens dont la langue maternelle est le persan (la langue nationale) d'exercer le culte de leur choix en persan, les condamnant alors pour apostasie. Anciens musulmans convertis au christianisme, ils sont en effet les responsables d'églises de maisons de l’Église d'Iran, une église chrétienne rattachée au protestantisme évangélique et présente en Iran depuis le début des années 1970.

D'ailleurs dans le rapport du 18 février 2021 du groupe de travail des Nations unies sur la détention arbitraire concernant Nadarkhani, il est stipulé : « Au cours de ses 29 ans d’existence, le Groupe de travail a constaté que l’Iran avait violé ses obligations internationales en matière de droits de l’homme dans environ 40 cas Le Groupe de travail est préoccupé par le fait que cela indique une détention arbitraire généralisée ou systémique en Iran, ce qui constitue une violation grave du droit international. Le devoir de se conformer aux normes internationales relatives aux droits de l’homme incombe à tous les organes, officiers et agents de l’État ainsi qu’à toutes les autres personnes physiques et morales. Le Groupe de travail rappelle que dans certaines circonstances, l’emprisonnement systématique ou toute autre privation grave de liberté en violation des règles du droit international peuvent constituer des crimes contre l’humanité. »